# Tiberius Julius Aspurgus
Tiberius Julius Aspurgus, död 39, var regerande kung av Bosporanska riket mellan 7 och 37 e. Kr.